# Szpital Miejski przy ul. Niskiej w Kłodzku
Szpital Miejski przy ul. Niskiej w Kłodzku (niem. Städtisches Krankenhaus)  – szpital w Kłodzku przy ul. Niskiej 4. 
Szpital wybudowano w latach 1860–1861. Po II wojnie światowej w czerwcu 1945 r. rozpoczął tu pracę pierwszy polski lekarz Seweryn Pakosz i trzech lekarzy niemieckich. Szpital Miejski jako samodzielna lecznica funkcjonował do 1953 r., kiedy po połączeniu w jedną całość organizacyjną Szpitala Powiatowego (594 łóżek) i Szpitala Miejskiego (150 łóżek) powstał Szpital Zespolony, od 1958 Szpital Powiatowy im. gen. Karola Świerczewskiego.
W 1959 r. do szpitala miejskiego przeniesiono oddział laryngologiczny (4 sale na I piętrze). Do 2003 w budynku znajdował się Szpital Miejski z oddziałami: laryngologicznym i okulistycznym. Wśród personelu szpitalnego pracowały siostry zakonne pochodzenia niemieckiego, które mieszkały w budynku do lat 80. XX w.

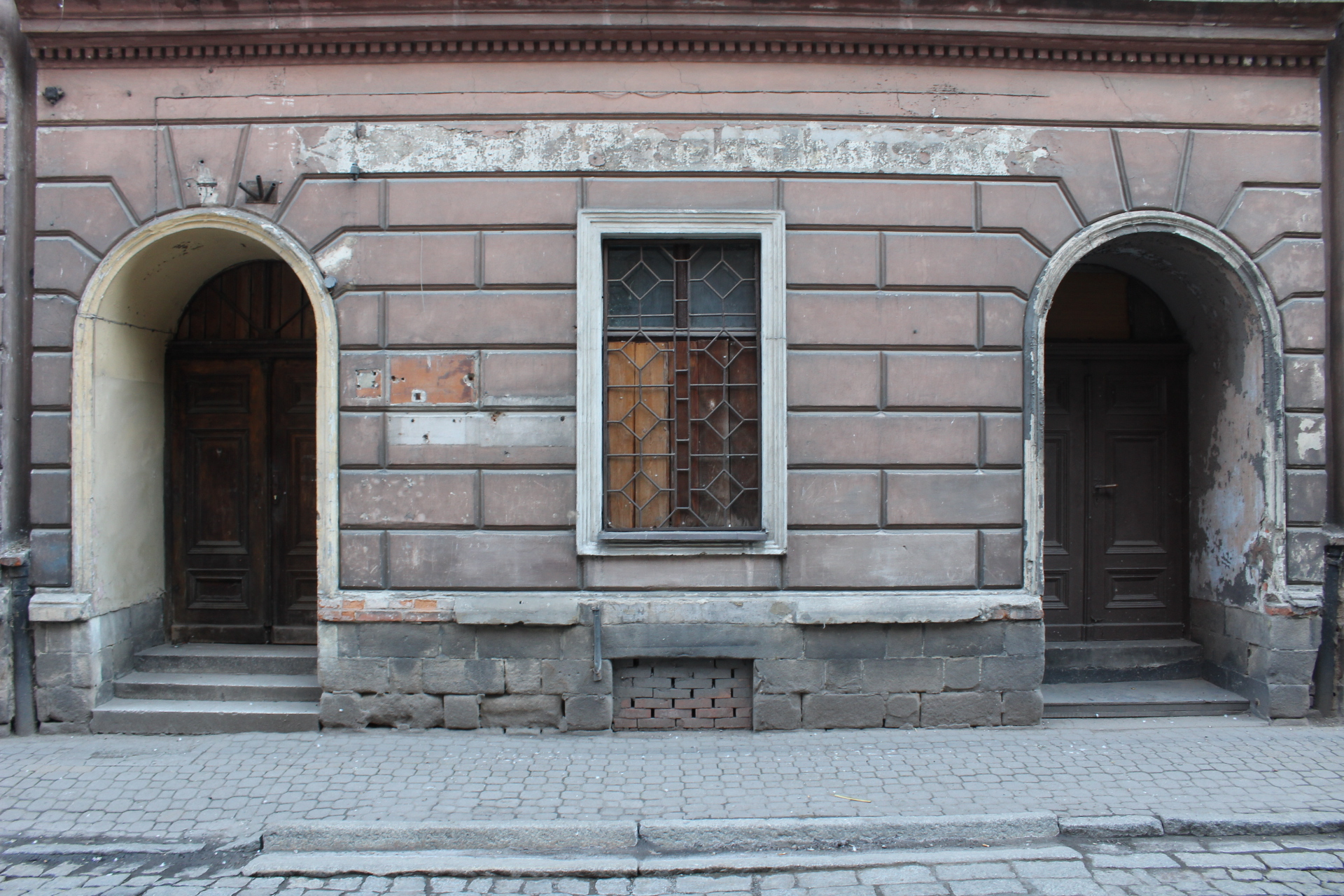
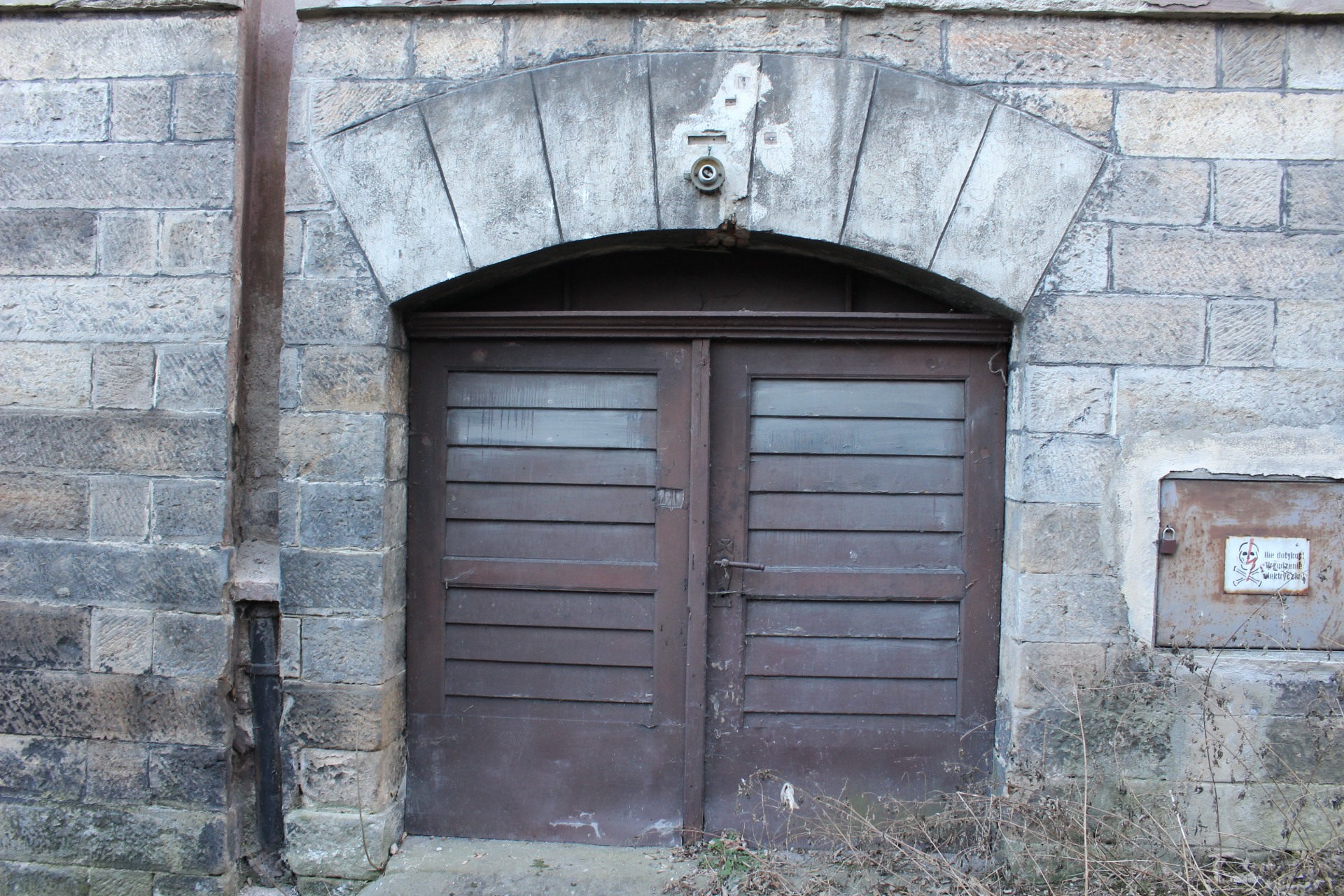
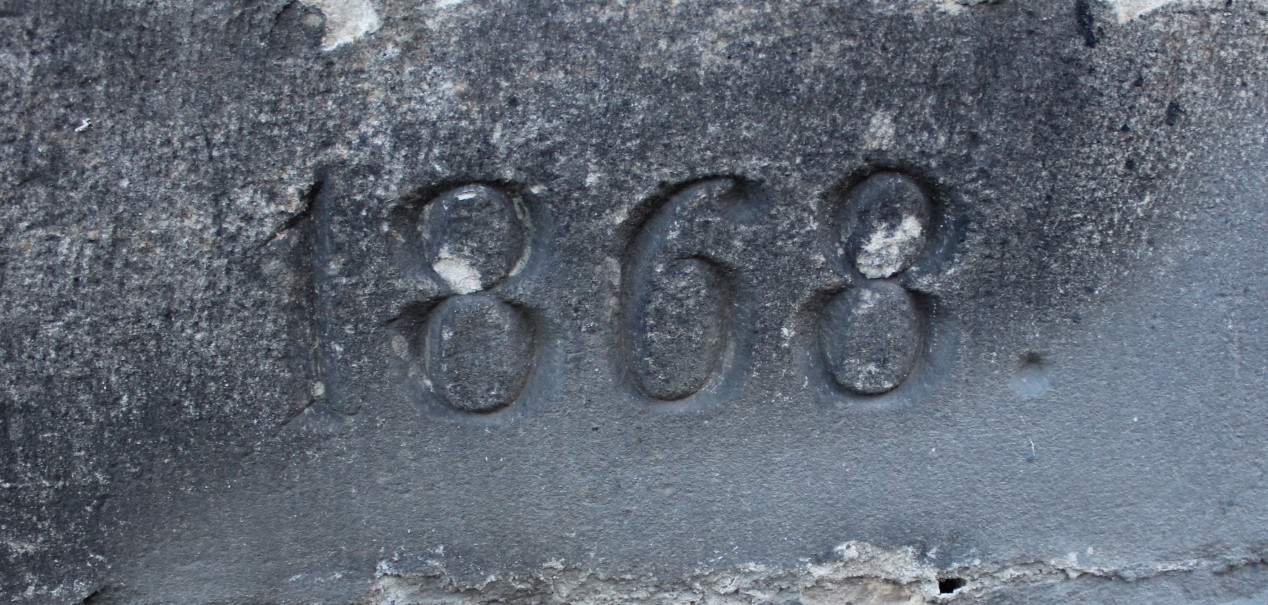
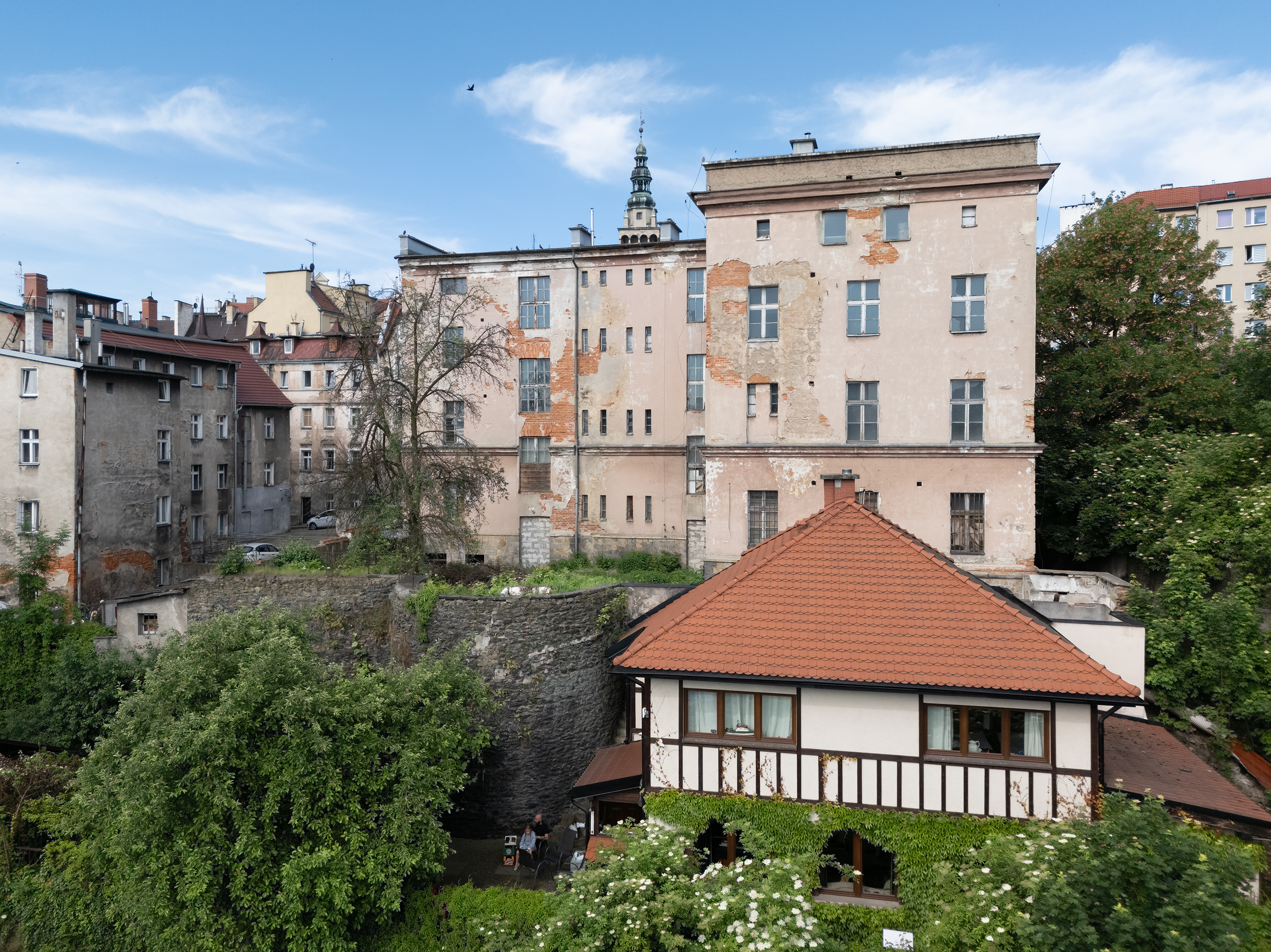